# حنظب أوروبي
الحُنْظُب الأوروبي أو الحنظب الأكبر (Lucanus cervus) هو واحد من أشهر أنواع الحناظب (فصيلة الحنظبيات) يوجد في أوروبا الغربية. أُدرج الحنظب الأوروبي على أنه قريب من التهديد في القائمة الحمراء للأنواع المهددة بالانقراض.